# Йебсен, Кен
Кен Йебсен (нем. Ken Jebsen; род. 1966) — немецкий теле- и радиоведущий. Известность получил из-за вызвавшего резонанс увольнения с радиостанции rbb в 2011 году. В дальнейшем начал работать как независимый журналист; его журналистская деятельность оценивается весьма неоднозначно. Является одним из ведущих ораторов «Движения за мир».

## Детство и юность
Имя при рождении — Кайван Суфи Сияваш (нем. Kayvan Soufi Siavash), которое он потом сменил в связи с трудностью восприятия и произношения для немецких радиослушателей. В качестве фамилии выбрал девичью фамилию матери-немки. Отец по национальности иранец.
Кен Йебсен был рождён в самолёте, в иранском воздушном пространстве. Первые годы жизни прошли в Тегеране, где его родители работали в министерстве торговли Ирана. Когда ему исполнилось три года, семья переехала в Германию. После окончания школы получил профессию плотника. Принял участие в одном из кастингов на радиоведущие и успешно прошёл его, заняв шестое место.

## Профессиональная деятельность

### В качестве радиоведущего
Свою творческую деятельность как журналист Кен Йебсен начал на частной радиостанции «Radio Neufunkland» небольшого городка Ройтлинген, где он проработал с конца 1980-х до начала 1990-х годов. в качестве радиоведущего под псевдонимом Кекс (нем. Keks — печенька). Затем перешёл на телестудию Deutsche Welle, где работал телерепортёром. В 1994 году 16 раз был ведущим передачи Mondscheinshow, шедшей по ZDF. В 1999 году вместе с другими известными ведущими вёл передачу «MorningShow» на телеканале ProSieben. С 28 апреля 2001 года Qt, cty стал вести свою радиопередачу «KenFM» на радиостанции «Фриц», относящейся к Rundfunk Berlin-Brandenburg (rbb).
16 марта 2006 года в эфир вышел радиорепортаж Кена Йебсена и его коллеги о жизни и проблемах интеграции курдской беженки, проживающей в Берлине. Данная работа в 2007 году была отмечена призом европейского конкурса CIVIS.
В начале ноября 2011 года был подвергнут критике за замечания относительно холокоста и пиара. В одном частном электронном сообщении, которое позднее получателем было перенаправлено Хенрику Бродеру, он утверждал, что Эдвард Бернайс изобрёл «холокост как пиар» и использовал это в качестве пропаганды, сравнив это с деятельностью Йозефа Геббельса. Бродер опубликовал данное письмо в своём политическом блоге «Ось добра» и обвинил Йебсена в антисемитизме, далее письмо было направлено руководству радиостанции rbb, откуда просочилось в другие СМИ. В связи с этим были опубликованы также его взгляды на другие события, среди которых «теория о нежном сносе» Всемирного торгового центра 11 сентября 2001 года. 6 ноября 2011 года радиопередача о теракте 11 сентября 2001 года была ненадолго снята с программы вещания радиостанции. В видео, опубликованных на YouTube, Кен Йебсен отверг обвинения в антисемитизме. 9 ноября 2011 года по решению руководства радиостанции rbb Кен Йебсен продолжил свою работу в качестве ведущего. По заявлению директора Клаудии Нотелле, хотя Кен «в некоторых случаях перешёл границы», но «обвинения ведущего в распространении антисемитизма и отрицании холокоста считает необоснованными». В будущем он должен в своих программах меньше уделять внимания политическим темам, придерживаться редакционной политики и соблюдать стандарты журналистики. Однако, уже 23 ноября 2011 года руководство радиостанции объявило о расторжении договора о совместной работе с Кеном, объяснив это тем, что многие его материалов не соответствуют журналистским стандартам rbb. Кен Йебсен оспорил своё увольнение в суде, но затем радиостанция и журналист достигли договорённости в рамках внесудебного соглашения, подробности которой не разглашались.

### В качестве независимого журналиста
После разрыва с rbb Кеном Йебсеном была основана интернет-платформа для вещания под названием CamFM. CamFM финансируется за счёт краудфандинга. Также был открыт канал KenFM на YouTube, где регулярно публикуются репортажи и интервью на актуальные события. Частыми гостями на интервью являются независимые политологи, как Даниеле Гансер (известный как исследователь нелегальных операций НАТО в Европе и событий 11 сентября 2001 года), и представители старшего поколения политиков и исторических деятелей обеих Германий, как Вилли Виммер (депутат от ХДС и вице-президент ОБСЕ в 1990-х годах) и агент «Топаз».
5 апреля 2012 года Йенсен опубликовала на своём веб-сайте 57-минутное видеомонолог под названием «Сионистский расизм (последняя жертва: Гюнтер Грасс)» (нем. Zionistischer Rassismus (jüngstes Opfer: Günter Grass)). В ней он утверждал, что радикальные сионисты проникли в элиты США и средства массовой информации. По его словам, это «медиа-оружие массового поражения» приводит к тому, что  более 40 лет мы отводим глаза от того, как от имени государства Израиль идёт массовое уничтожение». Комментируя эти высказывая, ряд немецких газет назвала Йебсена сторонником теории заговора. Его заявление, что Израиль стремится к «окончательному решению для Палестины» немецкий политик Кристиана Райманн из партии «Левые» в 2015 году охарактеризовала как «крайне неудачную формулировку».

## Общественно-политическая деятельность
Весной 2014 года возникает «Движения за мир», еженедельные 
митинги которого объединили жителей Германии, протестовавших против ухудшения отношений с Россией и возлагавших вину на обострение ситуации на Украине на страны Запада и прежде всего США. Кен Йебсен с самого начала становится одним из самых активных ораторов на данных митингах. На этих митингах он регулярно излагает своё видение происходящих событий. В частности, вину за обострение ситуации на Украине в 2014 году он возлагает исключительно на западные элиты; по его словам, на Украине действовали Силы специального назначения США с целью спровоцировать там гражданскую войну и втянуть в него НАТО. Также он выдвигал свою версию террористических актов 11 сентября 2001 года, обвиняя в их организации власти США. Также Йебсен скептически высказывался о западной демократии, говоря, что если бы у перелётных птиц были бы демократические процедуры, они бы никогда не добрались до Африки.
После того, как осенью 2014 года Йебсен присоединился к акции «Движения за мир» «Мирная зима» (целью которой провозглашалось снижение международной напряжённости), ряд немецких политиков и общественных деятелей, ранее поддержавших эту акцию, публично дистанцировались от неё, заявив, что с такими людьми как Йебсен, они не хотят иметь ничего общего. Причиной назывались скандальные высказывания Йебсена и ряда других ораторов в духе теории заговора. По этой же причине от акции «Мирная зима» дистанцировалась и партия «Левые» .
Ряд немецких СМИ критиковал немецкую версию российского телеканала RT за то, что в качестве экспертов часто приглашаются люди со скандальной репутацией и маргинальной для немецкого общества точкой зрения, в частности, Кен Йебсен. Самого немецкого журналиста обвиняли в агитации, которая играет на руку России.
Весной 2020 года Кен Йебсен публично призвал судить Меркель и основного спонсора ВОЗ Билла Гейтса за участие в «афере» с коронавирусом. Ютьюб-обращение Кена Йебсена набрало более 3 миллионов просмотров.